# 인텔 바이브
본 문서의 이해를 돕기 위한 비자유 그림이 있습니다. 
링크의 파일을 직접 올려 주세요
본 문서의 이해를 돕기 위한 비자유 그림이 있습니다. 
링크의 파일을 직접 올려 주세요
바이브(Viiv)는 센트리노와 vPro와  인텔의 플랫폼 이니셔티브로서, "미디어 PC" 개념을 지원하기 위한 인텔의 여러 요소를 합친 컴퓨터 기술의 집합이었다. 또, 인텔은 코어 소프트웨어 스택으로 PC에 미디어 서버를 제공하여 가정에 "미디어" 배포를 지원하였다.

## 마케팅
2007년까지 바이브는 인텔이 전자 기반 홈 엔터테인먼트의 중심이 되고자 하는 인텔의 시도였다. 인텔은 최초의 브랜드화한 플랫폼이면서 매우 성공적인 센트리노 플랫폼을 위한 마케팅 모델을 되풀이하였다. 인텔 바이브 브랜드는 그 뒤에 출시된 "Core 2 with Viiv inside"도 마찬가지로 중요시되지 않게 되었다.
1.7.1 릴리스 이후로 추가적인 미디어 서버 제품은 존재하지 않는다.

### 릴리스 역사
- 플랫폼의 원래 코드명은 East Fork였으며 이 이름으로 언론에 공개되었다.[2][3][4]
- 바이브 미디어 센터 1.0
- 바이브 1.5
- 바이브 1.6
- 바이브 1.7

## 같이 보기
- 인텔 코어 2
- 인텔 vPro
- 센트리노
- ViXS 시스템즈